# Acrobates pygmaeus
Acrobates pygmaeus é uma espécie de marsupial da família Acrobatidae. É a única espécie descrita para o gênero Acrobates. Endêmica da Austrália.